# 誰在網路偷窺
《誰在網路偷窺》（英語：My Little Eye）是一部2002年英國恐怖片，由馬克·伊凡斯執導，講述了五個成年人同意在一個孤立的豪宅里一起度過六個月同時被拍攝的故事。這部電影的創意來自《老大哥》等真人實境節目。片名指的是我是小间谍猜謎遊戲。

## 剧情
五名參賽者，馬特、埃瑪、查利、丹尼和雷克斯同意參加一個真人秀網路直播，他們必須在一所房子里呆六個月，最后能贏得100萬美元奖金。如果有任何人中途離開，那麼所有人就都拿不到钱。六個月快結束時，埃玛發現了她認為來自她過去的友人的奇怪信息，並且送來的食品包裹中包含一封聲稱丹尼的祖父已經去世的信，以及一把裝有五顆子彈的槍，因此參賽者之間的緊張關係加劇。
一天晚上，一位名叫特拉維斯·帕特森的男子來了，聲稱他在樹林裡迷路了，他的GPS也壞了。儘管自稱是程序员，但他聲稱不認識任何參賽者，且從未聽說過該節目。那天晚上晚些時候，特拉維斯與查利发生性關係，然後偷偷地直接對著鏡頭說話，與觀看他們的人交流。第二天早上，特拉維斯離開了，丹尼發現他的背包在外面，滿是血跡，而且被撕成了碎片。參賽者認為他被一隻動物襲擊了，但雷克斯認為特拉維斯為主持他們節目的人工作，这只是讓他們離開房子好让他们拿不到獎金而已。
埃玛在丹尼的物品中發現了她的內衣，並與他對質，並不知道是特拉維斯昨晚把內衣放在那裡的。丹尼否認並試圖通過給她一隻雕刻粗糙的木貓來和平相處，埃玛和查利嘲笑這件事，而丹尼無意中聽到了。
第二天早上，一行人發現丹尼用繩子將自己吊在樓梯陽台上自殺了。众人最終決定離開，但無法通過無線電與任何人聯繫，便決定等到第二天早上。雷克斯使用特拉维斯包中的GPS裝置和他的筆記型電腦訪問互联网以了解有關該節目的更多信息，但無法在網上找到他們節目的任何證據。
雷克斯只能找到一個高度加密的測試站點，需要5万美元的費用才能訪問，是一個包含他們的照片和投注賠率的網頁。众人決定第二天早上離開，雷克斯和埃玛上屋頂去點燃發焰筒。當查利和馬特留在屋子裡時，馬特問攝像機是否應該殺了她，然後用塑料袋將她窒息。
後來，當埃玛正在睡覺時，雷克斯下樓被馬特用斧頭砍下了頭。馬特叫醒埃玛，把她帶到閣樓上，告訴她他正在被追趕，其他人都死了。然後他向埃玛求愛，被拒后便試圖強姦她，埃玛從背後捅了他一刀然後跑掉了。
埃玛跑到外面，找到一名警察。警察將她銬在車內，然後進入房子。受傷的馬特隨後爬了出來，懇求警察讓他殺了埃玛，因為他和她在屋子里已经呆了六個月。埃玛意識到他們在合作，便打开车门試圖逃跑，但被警察用步槍射中了背部。
馬特和警察坐在廚房裡討論他們與特拉維斯為想要观看謀殺的高薪客戶創造的環境。警察說總是有“五個傻瓜”可以玩遊戲，馬特糾正说只有四個。警察将马特爆头后離開，通過無線電與特拉維斯交談，而埃玛被鎖在一個小房間裡，無法逃脫。她尖叫著倒地，拍攝的攝像機一個接一個全部關閉。

## 演员
- 西恩·庫·約翰遜 饰 马特
- 克里斯·蘭奇（英语：Kris Lemche） 饰 雷克斯
- 史蒂芬·奧雷利（英语：Stephen O'Reilly (actor)） 饰 丹尼
- 蘿拉·雷根（英语：Laura Regan） 饰 埃玛
- 珍妮佛·史凱（英语：Jennifer Sky） 饰 查利
- 尼克·曼納（英语：Nick Mennell） 饰 警察
- 布萊德利·庫柏 饰 特拉維斯·帕特森

## 家庭媒体
《誰在網路偷窺》可從MCA/Universal Home Video獲得 DVD，其中包含2区特別版的大部分特殊功能，包括電影製作人的評論和刪除的場景。有一種音频模式“公司對話（竊聽音轨）”，允許觀眾收聽公司成員特拉維斯和“警察”之間的無線電對話。然而，在此模式下，觀眾無法聽到場景中演員的所有對話。英國發行的影片包含一個“特殊模式”，觀眾可以從互联网訂閱者的角度觀看電影，隨著電影的進行，更多的額外功能將被解鎖，可以實時觀看“房子”中發生的其他事情以及電影中發生的事情。

## 反响
在爛番茄上，根據21條評論，這部電影獲得了兩極分化但正面的評價，新鲜度為67%，平均評分為5.2/10。